# Robert F. Denzler
Robert Heinrich Friedrich Denzler (* 19. März 1892 in Zürich; † 25. August 1972 ebenda) war ein Schweizer Dirigent und Komponist. Er setzte sich für die Musik Richard Wagners und zeitgenössische Werke ein.

## Leben
Denzler war der Sohn eines Seilermeisters. Er studierte bei Fritz Niggli (Klavier) sowie bei William Ackroyd und bei Willem de Boer (Violine) am Konservatorium Zürich. Außerdem erhielt er Privatunterricht in Theorie und Komposition bei Volkmar Andreae, Chefdirigent des Tonhalle-Orchesters. 1911/12 wurde er am Kölner Konservatorium bei Lazzaro Uzielli zum Konzertpianisten ausgebildet. Außerdem arbeitete er in den Sommermonaten als Musikalischer Assistent  bei den Bayreuther Festspielen unter den Dirigenten Hans Richter, Karl Muck und Michael Balling sowie als Korrepetitor am Kölner Stadttheater.
Von 1912 bis 1915 war er städtischer Musikdirektor in Luzern. 1913 wurde er Kantonalmusikdirektor. Danach übernahm er in der Nachfolge von Lothar Kempters die 1. Kapellmeisterstelle am Stadttheater Zürich. Dort leitete er mehrere Ur- und Erstaufführungen wie 1919 Othmar Schoecks Don Ranudo. Von 1917 bis 1927 war er überdies Leiter des Lehrergesangsvereins Zürich. Von 1925 bis 1931 oblag ihm die Organisation der Wagner-Festspiele am Grand Théâtre de Genève in Kooperation mit dem Orchestre de la Suisse Romande, wo er die Werke Das Rheingold, Götterdämmerung und Parsifal zur Erstaufführung brachte. Gastdirigate führten ihn u. a. nach Paris. 1927 wechselte er an die Städtische Oper nach Berlin-Charlottenburg. Zum 1. Mai 1932 trat er der NSDAP bei (Mitgliedsnummer 1.090.096), wurde allerdings spätestens März 1935 gestrichen.
Von 1937 bis 1947 war er musikalischer Oberleiter am Stadttheater Zürich. Dort setzte er sich für die durch die Nazis verschmähte „Entartete Musik“ ein. Er brachte 1937 Alban Bergs Oper Lulu und 1938 Paul Hindemiths Oper Mathis der Maler zur Uraufführung. Außerdem oblagen ihm die Schweizer Erstaufführungen von Richard Strauss’ Die schweigsame Frau (1936), Dmitri Schostakowitschs Lady Macbeth von Mzensk (1936), Heinrich Sutermeisters Romeo und Julia (1940) und Heinrich Schoecks Das Schloss Dürande (1943). 1946 musste er sein Amt aufgrund seiner Beziehungen zum Nationalsozialismus Anfang der 1930er Jahre niederlegen. Später bekannte er sich zu seinen politischen Makeln.
Ab Ende der 1940er Jahre wirkte er als Gastdirigent im In- und Ausland. Konzertreisen führten ihn durch Europa und nach Südamerika. Unter anderem trat er bei den Salzburger Festspielen auf. Im Jahr 1959 erhielt er die Hans-Georg-Nägeli-Medaille der Stadt Zürich (anlässlich der Uraufführung seiner Romantischen Sinfonie). 1960 übernahm er die Sonntagskonzert in der Tonhalle Zürich.
Als Komponist schrieb er neben Kammermusik (u. a. zwei Streichquartette) auch Orchesterwerke und Vokalmusik.
Er war calvinistisch-reformiert und mit der Sängerin Idalice Anrig-Denzler (1894–1974) verheiratet. Die gemeinsame Tochter Sylva Denzler (* 1919) wurde Schauspielerin.
Sein Nachlass wird nach einer Familienschenkung in der Zentralbibliothek Zürich aufbewahrt.